# ورنگویل
ورنگویل (به فرانسوی: Varangéville) یک کامین در فرانسه است که در Canton of Tomblaine واقع شده‌است.

## خصوصیات
ورنگویل ۱۲٫۰۴ کیلومترمربع مساحت و ۴٬۲۴۱ نفر جمعیت دارد و ۲۰۷ متر بالاتر از سطح دریا واقع شده‌است.